# Pagode (estilo musical)
O termo "pagode" está presente na linguagem musical brasileira desde, pelo menos, o século XIX. Inicialmente, era associado às festas que aconteciam nas senzalas e, mais tarde, se tornou sinônimo de qualquer festa regada a bebidas alcoólicas e cantoria. Com o passar do tempo, o termo "pagode" começou a ser usado como sinônimo de samba, por causa de sambistas que se valiam deste nome pra suas festas, ou, seus pagodes.
Como vertente musical, o pagode nasceria exatamente dessa manifestação popular completamente marginal aos acontecimentos musicais dos grandes meios de comunicação brasileira. A partir do surgimento de nova geração de sambistas no Rio de Janeiro nos anos oitenta, oriunda desses pagodes e que inovaria a forma de se fazer samba, o termo "pagode" batizaria espontaneamente o novo estilo musical derivado do samba.
O pagode é um termo para descrever o gênero samba. Tem suas origens no Rio de Janeiro entre o final da década de 1970 e início da década de 1980, a partir da tradição das rodas de samba feitas nos "fundos de quintal".

## História

### Antecedentes
Pagode era considerado como festa de escravos nas senzalas de escravos negros e quilombos. Em meados do século XIX, o termo passou a designar reuniões para se compartilhar amizades, música, comida e bebida. Com a abolição da escravatura e fixação dos negros libertos no Rio de Janeiro, que têm uma relação intrínseca com o sincretismo de religiões de origem africana, como o candomblé a umbanda, o pagode se consolidou a partir do século XX como uma necessidade de compartilhar e construir identidade de um povo recém liberto, e que precisa dar outra função ao corpo que até então é somente instrumento de trabalho. Por isso a relação estreita entre música e dança na cultura de origem africana, além do fato de ter a síncopa como principal característica da construção técnica-musical, derivada da percussão marcadora do ritmo.

### Origem
A malandragem e os morros cariocas deram origem ao pagode, e na década de 1970, o termo estava muito associado a festas em casas, geralmente nos fundos de quintais, e quadras dos subúrbios cariocas e de favelas e nos calçadões de bares do Centro do Rio, regadas a bebida e com muito samba. Entre estes, viriam a se destacar os "pagodes das tias". Como o Pagode da Tia Doca da Portela e o Pagode da Tia gessy.
O pagode, como manifestação cultural, apareceu nos meios de comunicação somente em 1978, quando os cantores Tim Maia e Beth Carvalho foram visitar a quadra do Cacique de Ramos, um bloco carnavalesco do bairro de Ramos, no subúrbio carioca. O bloco era uma popular reduto de sambistas anônimos e jogadores de futebol, que se reuniam aos finais de semana para comer, beber e cantar. A convite do ex-jogador de futebol Alcir Portela, Beth Carvalho foi conhecer um grupo de sambistas conhecidos como Fundo de Quintal, um grupo que tinha entre um de seus vocalistas Almir Guineto, ex-diretor de bateria da escola de samba Unidos do Salgueiro.
O Fundo de Quintal fazia um samba diferente, misturado com outros ritmos africanos não tão difundidos e que tinha uma sonoridade nova, com a introdução de instrumentos como banjo com braço de cavaquinho (criado por Almir Guineto) e o repique de mão (criado pelo músico Ubirany) e a substituição do surdo pelo tantã (criado pelo músico e compositor Sereno).
Beth gostou daquele samba feito no Cacique de Ramos e começou a gravar composições desses novos sambistas, ajudando a revelar nomes como Zeca Pagodinho, Jorge Aragão, Almir Guineto e o Fundo de Quintal.

### Popularidade
Com boa aceitação de público aos "pagodes" gravados por Beth Carvalho, outros começaram a ser gravados no início da década de 1980, e os próprios sambistas revelados pela cantora passaram a ser lançados e difundidos nas emissoras de rádio e canais de televisão pela indústria fonográfica. Desta forma, se consolidava um novo estilo musical dentro do samba.

### Divisão do estilo

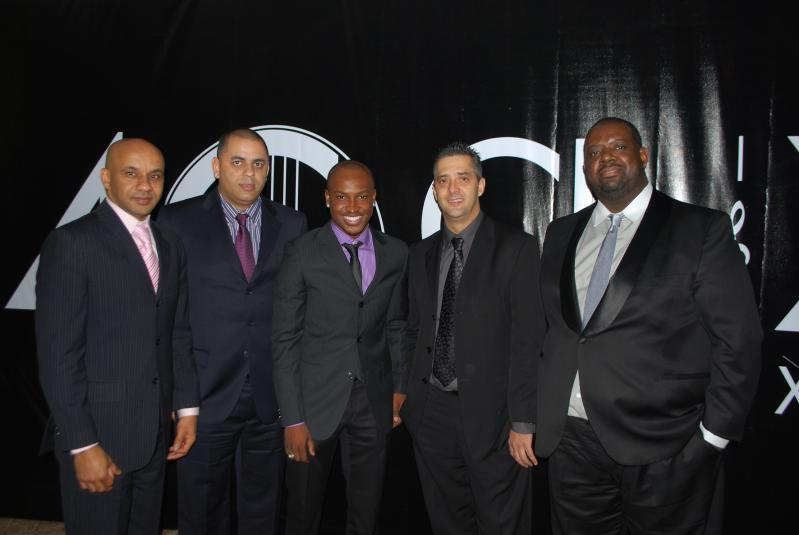
O grupo Exaltasamba, formado em São Bernardo do Campo, um dos mais populares entre o estilo romântico que se popularizou na década de 1990.

No final daquela década, nasceria uma nova vertente dentro do pagode, que se popularizaria na década seguinte. Estimulada por necessidades comerciais, a indústria fonográfica avalizou a gravação de pagodes com uma roupagem mais "adocicada" tanto na letra, mas principalmente na harmonia, que ficou bastante modificada pelos constantes acordes sintetizados dos teclados eletrônicos, os quais resultam em um som com características da música pop. Foi o caso do sucesso "Parabéns Pra Você", do Grupo Fundo de Quintal. Ao mesmo tempo, determinados grupos, oriundos principalmente dos subúrbios paulistanos, começaram a adaptar  coreografias e roupas de conjuntos vocais estadunidenses (como The Temptations, The Stylistics, Take 6) sob uma base rítmica próxima ao pagode como se conhecia até então, mas completamente diferentemente dos trabalhos de cantores-compositores como Bezerra da Silva e Zeca Pagodinho. Soma-se a isso, a influência do samba-rock de Jorge Ben.
As gravadoras apostaram com força nessa vertente mais "açucarada"  de pagode injetada por letras românticas e instrumentos eletrônicos (até então praticamente alheios ao samba), pois viam nesse novo pagode um grande potencial para ser tocado em grandes concertos e competir com os artistas sertanejos populares daquele momento. A partir dessas modificações, nasceu o pagode romântico, um estilo de pagode muito distante de suas originais feições, embora tenha se tornado tão ou mais popular do que o pagode original. Há ainda duas variações do pagode tradicional: o pagode baiano, nascido na Bahia, e que fez muito sucesso na década de 1990 sendo seu maior expoente o grupo É o Tchan! com hits que explodiram no Brasil inteiro.

Houve também a fusão do funk carioca com pagode, o chamado pagofunk.